# Мамасахлиси, Валерьян Несторович
Валерьян Несторович Мамасахлиси (1928 год, село Дихашхо, Кутаисский уезд, ССР Грузия) — колхозник колхоза села Дихашхо Ванского района, Грузинская ССР. Герой Социалистического Труда (1966).
Родился в 1928 году в крестьянской семье в селе Шамшхо Кутаисского уезда. В послевоенное время трудился рядовым колхозником на виноградниках колхоза села Шамшхо Ванского района. Ежегодно показывал высокие трудовые результаты в виноградарстве. Досрочно выполнил личные социалистические обязательства Семилетки (1959—1965). Указом Президиума Верховного Совета СССР от 2 апреля 1966 года удостоен звания Героя Социалистического Труда за «достигнутые успехи в развитии сельского хозяйства, промышленности и науки Грузинской ССР» с вручением ордена Ленина и золотой медали «Серп и Молот» (№ 10867).
После выхода на пенсию проживал в родном селе Шамшхо Ванского района.